# Wobke Wilmink
Wobke Wilmink-Klein (1948) is de weduwe van schrijver en dichter Willem Wilmink.

## Levensloop
Wobke Wilmink werd geboren als Wobke Klein. Ze was na haar middelbare school jarenlang werkzaam als lerares in het basisonderwijs en was lid van de feministische beweging Rooie Vrouwen in de PvdA. In 1977 ontmoette ze, door goede vriend Frank Kramer, in restaurant "Piet de Leeuw" in Amsterdam dichter en schrijver Willem Wilmink. In 1979 trouwden ze en gingen wonen in Zeist. In 1991 verhuisde het echtpaar naar Enschede waar ze gingen wonen, vlak bij het geboortehuis van Willem aan de Javastraat. Willem overleed in augustus 2003 op 66-jarige leeftijd.
In 2011 onthulde zij op de Kuiperberg in Ootmarsum een monument ter nagedachtenis aan Willem Wilmink. Dit monument is ontworpen door Desirée Groot Koerkamp.
In 2015 werkte ze samen met Vic van de Reijt mee aan het biografisch boek Willem Wilmink: Zelfportret in brieven. Sinds 2016 doet ze mee aan het podcast-programma De Grote Harry Bannink Podcast, waar ze interviews geeft met Gijs Groenteman.

## Publicatie
- (2015) Willem Wilmink: Zelfportret in brieven in samenwerking met Vic van de Reijt en Elsbeth Etty